# Seriola
Seriola é um gênero de peixes da família Carangidae.

## Espécies
- Seriola carpenteri Mather, 1971
- Seriola dumerili (Risso, 1810)
- Seriola fasciata (Bloch, 1793)
- Seriola hippos Günther, 1876
- Seriola lalandi Valenciennes, 1833
- Seriola peruana Steindachner, 1881
- Seriola quinqueradiata Temminck & Schlegel, 1845
- Seriola rivoliana Valenciennes, 1833
- Seriola zonata (Mitchill, 1815)